# Paulo Schroeber
Paulo Francisco Schroeber (Caxias do Sul, 18 de agosto de 1973 - Caxias do Sul, 24 de março de 2014) foi um guitarrista, produtor, compositor e professor musical brasileiro. Era considerado um dos mais virtuosos guitarristas do Brasil.
Ganhou notoriedade na cena metal brasileira com os seus trabalhos junto as bandas Burning in Hell, Predator, Fallup, Almah e Hammer 67.

## Biografia

### Como Músico
O primeiro contato de Paulo Schroeber com a música foi quando ele tinha 15 anos. Seu pai lhe deu um violão e ele começou a ter aulas de música. Quando fez 18 anos deixou os estudos acadêmicos distante e estudou violão clássico durante cerca de três anos. Chegou a executar peças de Villa Lobos, Bach e Sagreras. Naqueles dias, ele já desenvolveu um fascínio para os guitarristas, como Jason Becker, Marty Friedman e Steve Morse.
Com sua primeira banda, uma banda de death metal técnico chamado Fear Ritual, ele lançou um CD pela gravadora Wild Rags, em Los Angeles, tendo uma boa recepção nos EUA. Paulo tocou por pouco tempo em bandas como Burning in Hell e Predator, trabalhando em algumas composições. O guitarrista integrou ainda a banda Naja, com a qual gravou um CD e um DVD pela gravadora Tridente (álbum que rendeu à banda o prêmio de revelação independente e o prêmio Açorianos, pela prefeitura de Porto Alegre, de melhor intérprete na categoria).
Com o Almah, liderada por Edu Falaschi - ex-integrante do Angra, lançou o CD intitulado Fragile Equality, ganhando título de melhor disco de Heavy Metal em praticamente todos os veículos de mídia especializados brasileiros e sendo também extremamente bem aceito em todo o resto do mundo. Correu por praticamente todo o Brasil em turnê. Em setembro de 2011 é lançado mundialmente o aclamado Motion, alcançando recordes de venda em todas as lojas especializadas do Brasil. Porém, depois de alguns shows e da gravação de dois videoclipes, a doença de Paulo se agrava, tornando insustentável sua permanência na banda, por ordem médicas. Dessa forma, em Abril de 2012 comunicou sua saída da banda Almah devido a problemas de saúde.
Além do Almah, Paulo trabalhou em outros projetos, como o Astafix, que lançou seu primeiro disco intitulado Endever, ganhando já precocemente o título de primeiro lugar de banda revelação na maior revista brasileira especializada no estilo, a Roadie Crew. A banda realizou turnê pelo Brasil, tocando em renomados festivais como o Palco do Rock em Salvador, diversos shows no Sul do Brasil e também no exterior, como Chile e Argentina. O disco foi muito bem aceito pela mídia especializada. Como consequência disso a banda tem aparecido frequentemente em diversos programas de TV e revistas brasileiras.

### Outros trabalhos
Junto com suas atividades de guitarrista, Paulo ministrava aulas particulares de guitarra e teve como seus alunos mais brilhantes nomes como Cássio Vianna e Daniel Suliani, ambos da banda Abomination.
Como produtor musical, produziu em 2011 o álbum World of Glory and Hate, da banda Torvo.

### Morte
Paulo ficou internado vários dias para um tratamento no coração na UTI do Hospital Nossa Senhora Medianeira (Hospital do Círculo). O procedimento de reconfiguração do aparelho cardíaco — uma espécie de marca-passo — não surtiu efeito. O quadro se agravou devido a ter se formado água em seus pulmões em razão do crescimento do coração, que pressionava este órgão, o que o deixava com dificuldades para respirar.
Devido a estas complicações, no dia 24 de março de 2014, Paulo morreu, aos 40 anos de idade.

## Discografia

### Carreira solo
| Ano  | Álbum         | Faixas | Músicos                                                                           |
| ---- | ------------- | --- | --------------------------------------------------------------------------------- |
| 2011 | - Freak Songs | 1. Parallel Realities 2. Fast Jazz 3. Give Me A Pill 4. Neoclassical Party 5. Mom's Patience 6. Fusion Headache 7. Rock It 8. To My Father 9. Good Trip 10. Insert Coins 11. Rabbit Soup 12. The Third Wish | - Paulo Schroeber - guitarras - Felipe Andreoli - baixo - Rodrigo Zorzi - bateria |

### ComAlmah
- Fragile Equality - 2008
- Motion - 2011

### ComAstafix
- End Ever - 2009
- Live in São Paulo - 2011

### Com Hammer 67
- Mental Illness - 2009

### ComFall Up
- Demo Atlântida 9 Anos

### ComFear Ritual
- Fear Ritual

### ComNaja
- Naja - 2004
- Ao vivo - 2005
- Aliança Rebelde Tributo